# Quamby Bluff Forest Reserve
Quamby Bluff Forest Reserve is een bosreservaat in het noorden van Tasmanië (Australië). Het ligt op 20 minuten afstand van het kleine plaatsje Deloraine. Quamby Bluff zelf is een berg in het park. De tocht naar de top van de berg is een populaire wandeling.